# Divize B 1965/1966
V soubojích 1. ročníku České divize B 1965/66 se utkalo 14 týmů dvoukolovým systémem podzim - jaro. Tento ročník začal v srpnu 1965 a skončil v červnu 1966.

## Nové týmy v sezoně 1965/66
Před sezonou došlo k reorganizaci nižších soutěží, Divize B se stala jednou ze skupin 3. nejvyšší soutěže. Z 2. ligy – sk. A 1964/65 sestoupila do Divize B mužstva TJ Spartak Praha Motorlet a TJ Baník DPG Hrdlovka. Z krajských přeborů ročníku 1964/65 (naposled jako 3. nejvyšší soutěž) postoupilo těchto 12 mužstev:
- 6 z Pražského přeboru ročníku 1964/65: TJ Sparta ČKD Praha "B", TJ Slavia IPS Praha "B", TJ Bohemians ČKD Praha "B", TJ Slavoj Vyšehrad, TJ Břevnov a TJ Dynamo Kobylisy.
- 6 ze Severočeského krajského přeboru ročníku 1964/65: TJ Spartak Ústí nad Labem, TJ VTŽ Chomutov, TJ SZ Česká Lípa, TJ Slovan Liberec, TJ Baník Lom a TJ CHZ Litvínov.

## Výsledná tabulka
Zdroj: 
| Poř. | Tým                        | Z  | V  | R | P  | VG | OG | B  |
| ---- | -------------------------- | -- | -- | - | -- | -- | -- | -- |
| 1.   | TJ Sparta ČKD Praha "B"    | 26 | 18 | 2 | 6  | 70 | 24 | 38 |
| 2.   | TJ Slavia IPS Praha "B"    | 26 | 15 | 7 | 4  | 58 | 21 | 37 |
| 3.   | TJ Spartak Praha Motorlet  | 26 | 14 | 7 | 5  | 60 | 40 | 35 |
| 4.   | TJ Bohemians ČKD Praha "B" | 26 | 10 | 9 | 7  | 40 | 42 | 29 |
| 5.   | TJ Spartak Ústí nad Labem  | 26 | 12 | 4 | 10 | 44 | 36 | 28 |
| 6.   | TJ VTŽ Chomutov            | 26 | 11 | 5 | 10 | 48 | 38 | 27 |
| 7.   | TJ Baník DPG Hrdlovka      | 26 | 10 | 6 | 10 | 43 | 35 | 26 |
| 8.   | TJ SZ Česká Lípa           | 26 | 10 | 6 | 10 | 40 | 43 | 26 |
| 9.   | TJ Slovan Liberec          | 26 | 9  | 7 | 10 | 42 | 48 | 25 |
| 10.  | TJ CHZ Litvínov            | 26 | 9  | 6 | 11 | 39 | 44 | 24 |
| 11.  | TJ Dynamo Kobylisy         | 26 | 8  | 8 | 10 | 29 | 39 | 24 |
| 12.  | TJ Slavoj Vyšehrad         | 26 | 7  | 7 | 12 | 34 | 48 | 21 |
| 12.  | TJ Břevnov                 | 26 | 5  | 7 | 14 | 24 | 50 | 17 |
| 14.  | TJ Baník Lom               | 26 | 2  | 3 | 21 | 20 | 85 | 7  |

Poznámky:
- Z = Odehrané zápasy; V = Vítězství; R = Remízy; P = Prohry; VG = Vstřelené góly; OG = Obdržené góly; B = Body

|  | Postup do 2. ligy – sk. A 1966/67                |
|  | Sestup do příslušného oblastního přeboru 1966/67 |